# Pascoal José de Melo Freire dos Reis
Pour les articles homonymes, voir Melo (homonymie) et Freire.
Pascoal José de Melo Freire dos Reis est un juriste portugais, né à Ansião en 1738, mort à Lisbonne en 1798. 

## Biographie
Reçu, à vingt ans, docteur en droit à l’université de Coïmbre, et est appelé, en 1772, à occuper une chaire de droit à cette université, puis devient grand prieur de Crato et membre de l’Académie des sciences de Lisbonne. 
Mello Freire acquiert une grande réputation par ses recherches sur l’histoire du droit civil et a puissamment contribué à substituer, dans sa patrie, une législation nationale au droit romain et aux coutumes particulières. Chargé, en 1783, de réviser les lois du royaume, ce ne fut que quarante ans plus tard que ses vues libérales triomphèrent de la routine, et que le Code pénal rédigé par lui put être publié. 

## Œuvres
On a de lui plusieurs remarquables ouvrages : 
- Historiés juris lusitani liber singularis, traité dans lequel il expose d’une manière aussi savante que lumineuse toutes les vicissitudes de la législation qui a régi le Portugal pendant vingt siècles et où il donne, sur chaque jurisconsulte, en forme de note biographique, des jugements concis, mais fortement exprimés ;
- Institutions juris civilis lusitani liber quatuor ; Juris civilis lusitani liber singularis, ouvrage dans lequel il se montre penseur profond et qu’on peut placer, à beaucoup d’égards, auprès de ceux des Montesquieu, des Beccaria, des Filangieri, des Blackstone sur la même matière.

Ces divers ouvrages, écrits en un style net et concis, ont été plusieurs fois réimprimés ; la meilleure édition est celle de Coîmbre (1815). On lui doit, en outre, des dissertations et des mémoires en portugais.

## Source
« Pascoal José de Melo Freire dos Reis », dans Pierre Larousse, Grand dictionnaire universel du XIXe siècle, Paris, Administration du grand dictionnaire universel, 15 vol., 1863-1890 [détail des éditions].